# ローナルド・ゲルサリウ
ローナルト・ゲルサリウ（Ronald Gërçaliu, 1986年2月12日 - ）は、アルバニア・ティラナ出身のオーストリア代表サッカー選手。SCシュヴァーツ所属。ポジションはDF、MF。

## 経歴
子供の頃に両親と共にオーストリアに移住。オーストリア・ブンデスリーガのSKシュトゥルム・グラーツに入団。育成部門、サテライトチームを経由し、プロ契約を得る。18歳の若さでトップチームのレギュラーに定着。オーストリアA代表チームには19歳の頃に初選出される。
2005年12月に、同リーグの強豪レッドブル・ザルツブルクへ移籍。しかし2006年の夏に就任したジョヴァンニ・トラパットーニ新監督の下ではレギュラーの座に定着できず、シュトゥルム・グラーツに復帰（レンタル移籍）。イングランド・プレミアリーグのリーズ・ユナイテッドFCやドイツ・ブンデスリーガのエネルギー・コットブスからのオファーがあったものの、2007年1月にはレンタル元のザルツブルクには復帰せず、同リーグに属する名門FKアウストリア・ヴィーンに再びレンタル移籍。
堅い守備をベースにオーバーラップを繰り返すモダンなサイドバックとして高い評価を得ている。
2008年5月に古巣ザルツブルクへ復帰。2017年1月16日、オーストリア・レギオナルリーガ（3部）のSCシュヴァーツに加入することが発表された。

## タイトル
アウストリア・ヴィーン
- オーストリア・カップ : 2006-07

RBザルツブルク
- オーストリア・ブンデスリーガ : 2008-09